# جان دو لافال
جان دو لافال (بالفرنسية: Jeanne de Laval) (10 نوفمبر 1433 - 19 ديسمبر 1498) كانت الزوجة الثانية والملكة القرينة لريناتو الأول ملك نابولي (16 يناير 1409 - 10 يوليو 1480) وصقلية والاسمي للقدس وأراغون ومايوركا؛ دوق أنجو وبار ولورين، وكونت بروفانس وبييمونتي.